# Douglas Coutinho
Douglas Coutinho Gomes de Souza (Volta Redonda, 8 de Fevereiro de 1994), mais conhecido como Douglas Coutinho, é um futebolista brasileiro que atua como atacante. Atualmente joga no Borneo da Indonésia.

## Carreira
Douglas Coutinho começou sua carreira nas categorias de base do Cruzeiro em 2008 até 2010 quando se transferiu para a base do Atlético Paranaense. Devido a preparação do time principal do Furacão para o Campeonato Brasileiro, foi decidido a utilização e jogadores da categoria sub-20 do clube no Campeonato Paranaense e com isso Douglas acabou sendo um dos destaques do time marcando 11 gols na competição. O que lhe rendeu o prêmio de revelação do campeonato.
Novamente em 2014 o Atlético Paranaense optou por utilizar seu time sub-20 na disputa do Campeonato Paranaense que foi comandado pelo ex-jogador sérvio Petković. No dia 2 de junho, Douglas Coutinho marcou três gols na vitória por 3 a 1 diante do Figueirense. Contra o Flamengo, Douglas Coutinho marcou o gol da vitória por 2 a 1.

### Cruzeiro
Em 24 de dezembro de 2015, Douglas ficará por empréstimo ao Cruzeiro durante toda a temporada de 2016.

### Ceará
No dia 24 de dezembro de 2017, foi emprestado por uma temporada para o Ceará.
Após péssimas atuações, Douglas Coutinho foi devolvido ao rubro negro paranaense.

### Seleção Brasileira Sub-21
Douglas Coutinho, foi convocado pelo técnico Alexandre Gallo e fez 3 amistosos preparatórios para as Olimpíadas de 2016. A seleção enfrentou  Egito, Qatar e o Líbano. Venceu o Catar sub-22 por 4 a 0, a Palestina sub-23 por 3 a 0 e empatou por 2 a 2 com a seleção principal do Líbano

## Títulos
Ceará
- Campeonato Cearense: 2018

Fortaleza
- Campeonato Brasileiro - Série B: 2018

### Prêmios
- Revelação do Campeonato Paranaense de 2013